# Lazareto (Ithaka)
Lazareto (griechisch Λαζαρέτο (n. sg.), auch Nisaki tou Sotira Νησάκι του Σωτήρα, „Inselchen des Erlösers“) ist eine nur etwa 50 × 60 m große, heute unbewohnte Insel in der Bucht von Vathy, einem südlichen Nebenarm des Molos-Golfs, der die griechische Insel Ithaka von deren Ostküste her nahezu in zwei Teile trennt. Die kleine, baumbestandene Insel liegt nur rund 100 m vom Westufer der Bucht und somit von Vathy, dem Haupt- und Hafenort der Insel entfernt.

## Die Kapelle
Auf ihr befindet sich eine 1668 errichtete Kapelle, die der „Verklärung des Erlösers“ (Μεταμόρφωση του Σωτήρα) geweiht ist und nach der die Insel ihren griechischen Namen erhielt. Die Kapelle wurde bei dem schweren Erdbeben im August 1953 zerstört und dann 1956 wieder aufgebaut. Jedes Jahr am 6. August, dem Fest der Verklärung des Herrn, wird dort eine Wallfahrtsmesse zelebriert, zu der die Gläubigen mit Booten kommen und bei der eine alte Christusikone umhergetragen wird.

## Geschichte
Ähnlich wie Lazzaretto Vecchio in der Lagune von Venedig diente die Insel in der frühen Neuzeit als Kranken- und Quarantänestation für Ankömmlinge aus Übersee. 1817 errichteten die Briten auf der Insel ein zweistöckiges Gebäude, von dem eine Büste des damaligen britischen Hochkommissars für die Ionischen Inseln, Sir Thomas Matilands, erhalten ist. Das Gebäude diente zunächst als Gefängnis für Verbannte. Unter den hier Internierten befand sich der griechische Revolutionär Odysseas Androutsos. 1912 wurden die Gebäude aufgegeben. 
Im Sommer 2003 wurde eine Theateraufführung auf dem Inselchen produziert.
Im April 2008 überließ die griechische Gesellschaft für touristische Entwicklung (Εταιρεία Τουριστικής Ανάπτυξης), die touristisch nutzbaren Staatsbesitz verwaltet, das Grundstück der Kommune Ithaka mit der Pflicht zur Erhaltung und touristischen Nutzbarmachung der Insel.